# خوسيه مانويل كورتيزاس
خوسيه مانويل كورتيزاس (24 فبراير 1963 - 27 فبراير 2021) صحفي رياضي إسباني وممثل صوت. عمل كاتب عمود في صحيفة البريد. ويطلق عليه صوت هيروشي نوهارا في مسلسل الرسوم المتحركة كرايون شين تشان.

## السيرة الشخصية
بدأ كورتيزاس العمل مع صحيفة البريد في أوائل التسعينيات ، حيث قام بتغطية الأخبار عن سلة بلباو ولاعب الجولف جون رام، بالإضافة إلى سباقات الفورمولا 1 الحية والتجمعات الأخرى. تشمل الرياضات الأخرى التي غطاها كرة القدم والملاكمة.
قام بدبلجة عدد من الأفلام والمسلسلات.
توفي خوسيه مانويل كورتيزاس من كوفيد 19 خلال الجائحة في إسبانيا في باراكالدو في 27 فبراير 2021 عن عمر يناهز 58 عامًا.